# フィット (芸能プロダクション)
株式会社フィット（英文社名：FIT Co., Ltd）は、東京都渋谷区に本社を置く日本の芸能プロダクション。

## 沿革・概要
- 1995年10月 - 「株式会社フィット」として、東京都渋谷区神宮前6-29-4 原宿こみやビル8Fに設立[2]。
- 2005年
  - 5月 - 東京都渋谷区神宮前4-32-12 ニューウェーブ原宿4Fに事務所を移転。
  - 9月2日 - 株式会社ENプロ（現在のエンプロ）とタレントマネジメント事業を統合し、フィットは「株式会社フィットワン」に社名変更すると発表。
- 2010年10月 - 東京都渋谷区神宮前1-2-8 原宿木多ビル2Fに事務所を移転。
- 2014年 - ワンエイトプロモーションと合同でエッグスターを設立。
- 2018年3月1日 - 株式会社フィットワンから｢株式会社フィット｣に社名変更。
- 2024年3月22日 - 東京地方裁判所より「株式会社フィット」及び関連会社の「株式会社エンプロ」「株式会社ロジック」とともに、破産手続き開始決定を受ける[1][3]。

## 所属タレント
※2023年9月現在

### タレント
- 壇蜜（アクター）
- 吉木りさ（アクター）
- 杉原杏璃
- 大原がおり
- 彩川ひなの（アクター）
- 藤木由貴（アクター）
- なな茶
- 立花紫音
- 新海まき
- 石原由希（アクター）
- 桜木美貴（アクター）
- 森谷花香（アクター）
- 谷依音利
- 天野初香
- 汐乃かほ
- 宮坂花菜
- 神崎あやか
- 吉本圭
- 松島かのん（アクター）
- 依田華澄
- 松本恵舞（アクター）
- 加藤舞
- 白濱美兎
- 白河莉茉
- 藍野りな
- 中村真帆
- 小鳥遊夏渚
- 加藤沙耶香

### アクター
- 搗宮姫奈
- 鈴原ゆりあ
- 原未莉愛
- あらい美生
- 八代みなせ
- 和田瞳
- 里佳津乃
- 松島志歩
- 佐河ゆい
- 田口寛子
- 羽村純子
- 斎藤静香
- 建みさと
- 武田優子
- 杉山美央
- 小林ヒサ
- 二色薫子
- 下垣真香
- 柾木玲弥
- 上村侑
- 猪爪尚紀
- 児島功一
- 野依康夫
- 上原歩

### その他
- 南かりん（業務提携）
- 外村美姫（業務提携）
- エンドケイプ
- 矢島舞依
- かっちゃん
- 畑喜美夫
- ザンゲ（業務提携）
- エクストラップ（業務提携）

## かつて所属していたタレント

### フィットワン
- 愛衣
- 愛甲なつみ
- 愛甲りな
- 相澤亜希（別名：西島亜希）
- 青井はな
- 秋葉やすこ
- 浅見梨紗
- Our Love to Stay
- 阿部絵里恵（DRM）
- 阿部恵里加
- 安城夢那
- 杏那
- 猪狩賢二
- 石森亜里紗
- 和泉佑実
- 市川葵
- 一戸奈美
- 伊藤夏未
- 伊藤遥
- 伊藤優衣
- 今緒
- 内野未来
- 内村優香
- 大田原優花
- 小口もな美（別名：Motoka）
- 小野雅美
- 香島アヤ
- 梶原亜希
- 片瀬梨絵
- かでなれおん
- 嘉陽愛子
- 神余瑞希
- 香穂里
- 菊川舞
- 木村和可
- 喜屋武ちあき
- 清田絵玲那
- 倉田祐利
- 剣持ゆきこ
- 國井まりあ
- 小島可奈子
- 小嶋菜月
- 小林千昌
- 小林麻衣愛
- 小屋春菜
- さいきあさ
- さいとう光恵
- 佐藤みき
- 澤北るな
- 三平智美
- 椎名香奈江
- 栞里
- 渋谷ゆり
- 島崎麻衣
- 嶋田エリカ
- 島野亜希子
- 須堯麻衣
- 鈴木葉月
- 鈴田林沙
- Seventh Tarz Armstrong
- 田井中茉莉亜
- 高木李湖
- 高橋梓
- 高橋優
- 高本彩（DRM）
- 武井淳史
- 竹内綾乃
- 武田久美子
- 田崎りさ
- 田澤麻衣（別名：菜々川唯）
- 橘佳奈（DRM）
- 田中沙織
- 田中真子
- 次原かな
- 寺岡綾香（別名：寺岡アヤ）
- 寺門仁美
- 利水翔
- 堂上静華
- 中井あま
- 中島麻未（DRM）
- 中沢なつき
- 長松達也
- 中山愛梨
- 成田藍名
- ニーナ南
- 西垣梓
- 西村さやか
- 西村好生
- 西田静香（DRM）
- 根木知子
- 野口ちえこ
- 野口由貴
- 菜乃花
- 田中はるか
- 羽岩沙優里
- 長谷部優（DRM）
- 原田桜怜（別名：手束真知子）
- 原みゆき
- 広瀬ジュリア
- 福田香織
- 福見真紀
- 藤咲まゆ
- 藤崎あかね
- 藤原ななこ
- 藤森みゆき
- 未穂悠
- 橋本由梨香
- 高瀬彩希
- 伊唐みよ
- 小野美紅
- 別符かおり
- 星野加奈
- 谷中唯彩
- 堀井大弥
- 舞（別名：工藤舞）
- 麻衣花
- 松井涼子
- 松岡里枝
- 松園詩織
- 松藤あつこ
- 松本亜希
- 松本美奈子
- 水嶋いと
- 三井保奈美
- 水戸部泉
- 武藤静香
- 森川ゆきえ
- 水華
- 宮内彩花
- 宮川由起子
- 宮園明希
- 宮永唯
- 持田妃華
- 柳野玲子
- 山科優衣
- 山田さくら
- 山名裕子
- 山本紗也加（DRM）
- 山本理子
- 吉川麻衣子
- 吉田彬
- 吉野ももみ
- 吉原夏紀
- ローラ・チャン

FIT MEN
- 風聡
- 小川智優
- 啓周ロベルト
- 坪井克仁
- 京泉智士
- 森山遼
- 書川勇輝

業務提携
- 永田裕志 - 新日本プロレス

ARTIST
- 11-A.REPUBLIC

### ファーストステージ事業部
- 愛洲めいこ
- 赤峰マリア
- 穴澤ちほり
- あやの
- 飯嶋彩奈
- 池田香
- 石井ひな
- 伊東亜祐美
- 井上胡桃
- 内田美優
- 上田マリノ
- 栄美にこ
- 大石きよ
- 大泉香織
- 大槻彩
- 大場美沙
- 小川阿弓
- 沖美海
- 小島紗希
- 小野りか
- 香川サヤ
- 各務未来
- 金子瑠衣
- 河原美衣
- 川村カリン
- 神田めぐ美
- 北岡えみ
- 工藤ちあき
- 倉本早希
- 栗木まりさ
- 栗原愛未
- 黒木友梨
- 小泉みゆき
- 河野咲樹
- 紺野ミク
- SAORI
- 咲めぐみ
- 桜木佑香
- 桜木美乃
- 里井みずほ
- 紗南
- 渋谷沙希子
- 涼川梨沙
- 鈴木美華子
- 鈴木怜子
- 千里内麻唯
- 高谷あずさ
- 田中綾乃
- 谷口真紀
- 玉岡らんじ
- 塚本愛理
- 月丘ひかる
- 土井麻希
- 内藤陽子
- 中川美香
- 中森千博
- 楢崎京子
- 西岡めぐみ
- 西山茜
- 橋本和美
- 春衣
- 姫里みずほ
- 福永幸海
- 藤原舞
- 美郷ひなた
- 水沢芽瑠
- 水本美樹
- 水瀬葵
- 皆本侑樹（別名：田中ゆき奈）
- 深山ジュン
- 茂木あゆみ
- 桃沢規恵
- 桃瀬麻美
- 森谷美穂
- 森山真里恵
- 山口奏子
- 山下明日香
- 柚季菜摘
- 柚季智美
- 横山詩歩
- 松永有紗
- 森のんの
- 木田佳介
- 辻谷エミリ
- 城間麗良
- 内藤亜音
- ひなた
- 七瀬音海
- 須田スミレ
- 設樂乃愛

## 制作番組

### フィットグラドル部
グラビアアイドル活動をしている所属タレントによる公開収録トーク番組。2017年8月15日より月に一度ニコニコ生放送で配信。収録は原則、ネイキッドロフトで行っている。MCは菜乃花、椎名香奈江で月代わりのゲストが毎回加わる。2018年8月には週プレ酒場で1周年記念イベントが行われた。当初のタイトルは「フィットワングラドル部」。社名変更に伴い改題された。

## 関連会社
- エンプロ